# 海蘭江体育場
海蘭江体育場（かいらんこうたいいくじょう、簡体字中国語: 海兰江体育场、朝鮮語: 해란강체육장）は、中華人民共和国の吉林省延辺朝鮮族自治州竜井市にある多目的スタジアム。

## 概要
主にサッカーの試合に用いられる。収容人数は32,000人。
現在、中国サッカー・甲級リーグに所属する延辺長白虎足球倶楽部がホームスタジアムとして利用している。